# Idioma chontal de Oaxaca
El chontal de Oaxaca es hablado por los indígenas chontales en la costa sur del Estado de Oaxaca, México. Cuenta con 3 480 hablantes aproximadamente.

## Nombre
La palabra chontal deriva del náhuatl chontalli que significa "extranjero" o "forastero". En México existen dos lenguas que reciben este nombre: El chontal de Oaxaca y el chontal de Tabasco. Sin embargo, pese a que tengan el mismo nombre, no pertenecen a la misma familia lingüística, de ahí que se diferencien agregando el nombre del estado en el que se hablan muchas lenguas.

## Clasificación
El chontal de Oaxaca está claramente emparentado con una lengua extinta hablada un poco más al norte denominada tequistlateco, junto con la que forman la familia tequistleco-chontal (a veces llamada simplemente tequistlateca). El tequistlateco propiamente dicho, descrito por Angulo y Freenlad (1925) parece ser un poco más cercana a la variedad de las tierras bajas que la de las tierras altas, aun cuando geográficamente los tequistlatecos vivían más lejos de la costa que de la sierra.
Fuera de ese parentesco claro, entre el chontal de Oaxaca y el tequistlateco, Oltrogge (1977) y Campbel (1979) han propuesto que las lenguas tequistlateco-chontales están emparentadas con el lenguas jicaque-tol de Honduras, aportando una buena cantidad de evidencia léxica compartida.
Otros autores han especulado con un parentesco lejano con las lenguas hokanas, aunque se han apartado muy pocos datos en favor de esta última hipótesis.

## Distribución geográfica
Históricamente los nahuas y mexicas denominaron Chontalpa a la región comprendida entre los distritos de Yautepec y Tehuantepec en el sureste del estado de Oaxaca (México), debido a que sus habitantes fueron designados con el apelativo despectivo de "chontales" (una forma usada por los nahuas para referirse a diversos pueblos y etnias extranjeros). Desde el punto de vista lingüístico el chontal oaxaqueño tiene dos variedades divergentes que usualmente se consideran lenguas diferentes, debido a que la inteligibilidad mutua entre ambas es bastante limitada. La distribución de ambas es la siguiente:
- La variedad de las tierras bajas se habló en los municipios costeños de Astata y San Pedro Huamelula y algunos pocos asentamientos más pequeños en el sur de Oaxaca. Hoy en día, muy pocos chontales tienen un manejo fluido de la lengua y es dudoso que sobrevive algunas generaciones más, por lo que se considera una lengua amenazada de extinción.
- La variedad de las tierras altas también llamada chontal de la sierra parece un poco más conservadora que la de las tierras bajas habiendo retenido más rasgos del proto-chontal-oaxaqueño que la variedad de las tierras bajas.[4] Esta otra variedad también está amenazada.

La división lingüística entre el chontal de las tierras bajas y altas ya existía a la llegada de los europeos a Mesoamérica y probablemente se remonta a bastante antes del siglo XV dadas las diferencias entre ambas variedades.

### Número de hablantes
El chontal de las tierras bajas tiene 900 hablantes autodeclarados, de un total de 15 mil chontales que forman el grupo étnico de acuerdo con el censo de 1990, que ahora habla mayoritariamente español. Sin embargo, la cifra de hablantes es muy incierta porque el censo de 2000 identifica 4959 hablantes, pero parece muy improbable que dicho incremento sea real y muchos semihablantes tienen algún conocimiento de la lengua pero no son hablanes fluyentes y puede ser que hayan sido contabilizados. De hecho una cifra más realista es la que dio el Instituto Nacional Indigenista en 1990, que identificó 394 hablantes fluyentes.
Un estudio ambicioso sobre la fonología del chontal de las tierras bajas llevado a cabo en 2003, no localizó ningún hablante cuya lengua principal fuera el chontal de las tierras bajas. Incluso los matrimonios ancianos que tenían un dominio adecuado de la lengua, hablaban habitualmente español entre sí. Tampoco se identificaron en ese mismo estudio hablantes monolingües, ni niños que estuvieran adquiriendo el chontal de las tierras bajas como lengua materna.
Waterhouse escribió hace más de 50 años: «aunque el último censo registra unos 2000 monolingües, yo todavía no he encontrado ninguno». Maddieson et al. (2009) señala que el uso tan limitado de la lengua indígena durante un período de tiempo tan notorio ha afectado a los patrones fonéticos, así como a otros niveles de la gramática, tal como ya percibió Waterhouse en 1949.

### Uso y estatus oficial
La situación socilongüística actual entre los chontales es de claro domino del español, tanto en los medios de comunicación, como en el sistema educativo, el lugar de trabajo, la administración e incluso el hogar. La mayor parte de niños y jóvenes están alfabetizados en español, mientras que los adultos de más edad son analfabetos. Los pocos semihablantes con alguna alfabetización en chontal, también están alfabetizados en español.
El uso más frecuente del chontal de Oaxaca es de ciertos rituales relacionados con la cosecha, la meteorología o el bienestar personal, donde se usa como signo de autenticidad cultural. Sin embargo, las conversaciones fluidas en chontal son poco frecuentes, aunque se usan estereotípicamente ciertos saludos y expresiones típicas.
La transmisión interegeneracional fue fuertemente desalentada por el sistema educativo hasta hace poco, y la educación bilingüe existente en muchas escuelas primarias cuenta con presupuestos pequeños, profesores con poca formación y falta de materiales didácticos adecuados. En esos programas se enseñan algunas palabras y frases, así como extractos de poesía y canciones que sirven para organizar recitales y competencias. Sin embargo, ese tipo de educación no ofrece posibilidades reales de alcanzar fluidez en la lengua.

### Variedades
De acuerdo con el INALI, la lengua chontal de Oaxaca se divide en tres variedades:
- Chontal de Oaxaca alto. Cuenta con 2 197 hablantes.

- Chontal de Oaxaca bajo. Cuenta con 223 hablantes, esta variante está en peligro de extinción.

- Chontal de Oaxaca de la costa. 1 060 hablantes.

El Ethnologue reporta sólo dos variantes:
- Chontal de la sierra de Oaxaca

- Chontal de la costa de Oaxaca

## Descripción lingüística
Tipológicamente el chontal de Oaxaca comparte varias características típicas del área lingüística mesoamericana). Aunque fonológicamente difiere de sus vecinos lingüísticos en que no es una lengua tonal, como las lenguas otomangues de Oaxaca o el vecino huave.
Aparte del estudio de Belmar (1900) de la variedad de las tierras altas, la documentación del chontal de antes de 1920 consistía casi exclusivamente en pequeñas listas de vocabulario. El estudio de Belmar descrito por Waterhouse (1962) como una gramática, en realidad es un esbozo con frases, historias y vocabulario. Afortunadamente en los últimos 50 años han aparecido numerosos trabajos sobre el chontal de las tierras bajas que cubren aspectos fonológicos, gramaticales y discursivos, así como algunos trabajos de lingüística histórica y sociolingüística. El chontal de las tierras altas fue estudiado por el matrimonio Turner además de por Waterhouse y otros colaboradores.

### Fonología
El inventario vocálico del chontal de las tierras bajas es relativamente simple y contiene cinco vocales /i, e, a, o, u/. En ciertos contextos aparecen fonéticamente largas, especialmente en posición pretónica, pero dicha variación parece alofónica y no existe evidencia para hablar de que la distinción de cantidad sea fonémica, como sugirió Waterhouse, que cita el posible para mínimo amác 'año' / amáac 'años'. Sin embargo, las medidas espectrográficas más recientes no parecen confirmar esas transcripciones que diferencian entre vocales largas y breves.
El inventario consonántico incluye diferencias de glotalización (ʼ), para el chontal de las tierras bajas el inventario viene dado por:
|                         |          | Labial | Aveolar | Aveolar | Alveolar paltaliz. | Post alveolar | Post alveolar | Palatal | Velar | Labiovelar | Glotal |
| simple                  | afric.   | Labial | simple  | afric.  | Alveolar paltaliz. |               |               | Palatal | Velar | Labiovelar | Glotal |
| ----------------------- | -------- | ------ | ------- | ------- | ------------------ | ------------- | ------------- | ------- | ----- | ---------- | ------ |
| obstruyente no-continua | simple   | p b    | t d     | t͡s      | tʲ                 |               | t͡ʃ            |         | k g   |            | ʔ      |
| obstruyente no-continua | glotal.  |        |         | t͡sʼ     |                    |               | t͡ʃʼ           |         | kʼ    |            |        |
| Fricativa               | simple   | f      | s, ɬ    | s, ɬ    | ɬʲ                 | ʃ             | ʃ             |         | x     |            |        |
| Fricativa               | glotal.  | fʼ     | ɬʼ      | ɬʼ      |                    |               |               |         |       |            |        |
| Nasal                   | simple   | m      | n       | n       | nʲ                 |               |               |         |       |            |        |
| Nasal                   | glotal.  | mʼ     | nʼ      | nʼ      |                    |               |               |         |       |            |        |
| Vibrante                | Vibrante |        | ɾ r     | ɾ r     |                    |               |               |         |       |            |        |
| Aproximante             | simple   |        | l       | l       | lʲ                 |               |               | j       |       | w          |        |
| Aproximante             | glotal.  |        | lʼ      | lʼ      |                    |               |               |         |       | wʼ         |        |